# 木谷实

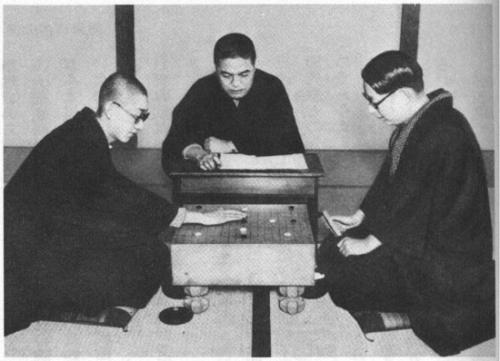
吳清源和木谷實對弈

木谷实（1909年1月25日—1975年12月19日），日本围棋手。於1926年，棋正社向日本棋院挑戰的“院社對抗戰”中一口氣連勝十場，一戰成名，被稱為“怪童丸”。
曾和吴清源一起创造了新布局，后与之进行十番棋，多负。1937年，28歲的木谷實從東京移居平塚，開設木谷道場。木谷實周遊全國，甚至到韓國去發掘有才能的弟子，培养了大竹英雄、石田芳夫、趙治勳、加藤正夫、武宫正树、小林光一、小林觉等诸多围棋一流高手。1970年，木谷道場突破200段。2004年3月28日，木谷一門突破了500段，被稱為世界棋壇第一大門派。直到今天，每年10月當地都會舉行有木谷實門生參加的70名職業棋手對業餘棋手的500多面打大會。

## 外部連結
- （日語） 木谷道場と木谷實略年表 （页面存档备份，存于）